# Медина (административный округ)
Меди́на (араб. المدينة المنورة‎) — административный район на западе Саудовской Аравии.
- Административный центр — город Медина.
- Площадь — 151 990 км².
- Население — 1 777 933 человек (2010).

## География
На севере и северо-западе граничит с административным округом Табук, на северо-востоке с административным округом Хаиль, на востоке с административными округами Эль-Касим и Эр-Рияд, на юге с административным округом Мекка. На западе выходит к побережью Красного моря.

## Административное деление
Административный округ делится на 7 мухафаз (В скобках население на 2010 год):
1. Madinah (Medina) (1 180 770)
2. Al Hinakiyah (59 326)
3. Al Mahd (62 511)
4. Al Ula (64 591)
5. Badr (63 468)
6. Khaybar (48 592)
7. Yanbu (298 675)

## Администрация
Во главе административного округа (провинции) стоит наместник с титулом эмира, назначаемый королём из числа принцев династии Аль Сауд.

### Эмиры
Эмира минтаки (губернаторы провинции):
- 1924—1965: принц Мухаммад Аль Сауд «Абу Шарайан», сын короля Абд аль-Азиза
- 1965—1985: принц Абдул-Мухсин Аль Сауд, сын короля Абд аль-Азиза
- 1986—1999: принц Абдул-Маджид Аль Сауд, сын короля Абд аль-Азиза
- 1999—2005: принц Мукрин Аль Сауд, сын короля Абд аль-Азиза
- 2005—2013: принц Абдул-Азиз ибн Маджид, сын принца Маджида Аль Сауда
- 2013—2023: принц Фейсал ибн Салман Аль Сауд, сын короля Сальмана
- 2023—н. в. принц Салман ибн Султан Аль Сауд, сын принца Султана ибн Абдул-Азиза Аль Сауда